# マーベル・シネマティック・ユニバースの作中世界
マーベル・シネマティック・ユニバースの作中世界（マーベル・シネマティック・ユニバースのさくちゅうせかい）は、映画シリーズ『マーベル・シネマティック・ユニバース』（以下『MCU』）に登場する架空の惑星及び次元の一覧である。同時に本項では、各惑星に構えられた代表的な国家・施設も記述する。

## 概要
『MCU』の世界観は無数の並行世界から成り立つ“多元宇宙（マルチバース［Multiverse］）”である。

## アース616（Earth-616）
登場作品：『ホワット・イフ...?』を除く『MCU』全作品
『MCU』各作品の主な舞台である宇宙/世界。
公式名称は“アース616（Earth-616）”。“TVA”の関係者からの通称は“神聖時間軸”。

### 九つの世界（Nine Realms）
アース616の宇宙には、北欧神話と同様に世界樹“ユグドラシル”の枝に内包された“九つの世界”が存在し、互いにつながっている。九つの世界の「世界」とは“異世界”ではなく、同一の宇宙の中の異なる星系に存在する“惑星”であり、アスガルド人たちはユグドラシルに内包された惑星を「世界」と呼んでいるに過ぎない。

#### アスガルド（Asgard）
九つの世界の頂点と言われる“神の国”。宇宙から見た外見は平らな大地と端から水が流れ落ちている、所謂天動説が信じられていた頃のような星。地球暦2017年に、スルトが“ラグナロク”を発生させたことにより完全に崩壊・滅亡する。

#### 地球
銀河座標“CO53.FR45887 + 125X47”に位置する、地球そのものである世界。アスガルド人からは“ミッドガルド（Midgard）”、銀河の住民たちの多くからは“テラ（Terra）”、クリー人とスクラル人からは“C-53”とそれぞれ呼称されることもある。天体の外観や構造、地形に土地、人類までの地理全般についての情報は現実世界の地球とほぼ同等のものとして各作品で描写されているが、“ソコヴィア”や“ワカンダ”のような架空の国家も僅かに存在し、『MCU』オリジナルの施設も数多く登場する。
太古の時代に“エターナルズ”やアスガルド人たちが訪れ、その際の活躍がギリシア神話や北欧神話などの伝承として残されている。銀河の星々の住民の多くから見たら辺境の地であり、他の惑星に比べて文明の発展がかなり遅れている。近年では、“超人”となった地球人たちがアメリカを中心に善悪問わず次々と出現し、同時に“チタウリ”や“ダーク・エルフ”などの宇宙人らによる侵略も増え始め、彼らによる事件や戦闘が各地で続発しているため平和な惑星と言えなくなっているが、地球最強のヒーローチーム“アベンジャーズ”や、彼らに近しい超人ヒーローたちが守護している。また、6つの“インフィニティ・ストーン”を内包したアイテムの内“テッセラクト/スペース・ストーン”と“アガモットの目/タイム・ストーン”の2つがこの星に存在しており、更にロキによって“セプター/マインド・ストーン”が持ち込まれるなど、いつしか宇宙全体を巻き込んだ事件の中心となっていく。
アメリカ合衆国
ワシントンD.C.
厳重保管施設
トリスケリオン（Triskelion）
セオドア・ルーズベルト島に位置する国際平和維持組織“S.H.I.E.L.D.”の本部施設。2014年に、“ヒドラ”による“インサイト計画”における一件で壊滅した。
ダウンタウン
ウィラード・ホテル
アメリカ合衆国議会議事堂
登場作品：『アイアンマン2』、『キャプテン・アメリカ/ウィンター・ソルジャー』
アメリカ合衆国議会の議事堂。ここで行われた公聴会でトニー・スターク/アイアンマンは、スターンやジャスティン・ハマーから“アイアンマン・アーマー”の提出を求められた。
また、S.H.I.E.L.D.壊滅直後には、ナターシャ・ロマノフ/ブラック・ウィドウが上院議会で、インサイト計画の一件や過去の経歴について尋問される。
スミソニアン博物館
登場作品：『キャプテン・アメリカ/ウィンター・ソルジャー』、『ファルコン&ウィンター・ソルジャー』第1、6話
ナショナル・モールにある博物館。第二次世界大戦で戦死したと長年思われていた英雄であるスティーブ・ロジャース/キャプテン・アメリカが現代で目覚めたことを記念して、2014年以降から彼の生い立ちから大戦中に関する事象・記録までを網羅した展示コーナーが設けられた。
2014年にここを私用で訪ねていたスティーブは、インサイト計画を実行しようとする“ヒドラ”との戦いの直前に、キャプテン・アメリカのレプリカ・ユニフォームを拝借した。戦いの後日にはバッキー・バーンズ/ウィンター・ソルジャーも来訪し、自身の展示を目の当たりにする。
2024年には、サム・ウィルソン/ファルコンによる盾の寄贈式も開かれ、スティーブの展示ブースには彼の入隊不合格書のほか、S.H.I.E.L.D.やヒドラの紹介文と“デシメーション”で消滅した人たちの名前が連なって表示されるLEDビジョンも置かれていることが確認され、サムのキャプテン・アメリカ襲名後には同じブース内に新しくイザイア・ブラッドリーの金の立像と、政府に伏せられた彼の生い立ちと貢献を記録した石碑も構えられる。
ワシントン記念塔
ニューヨーク州
ヒーローたちの出身地や活動拠点、生活圏が集中しているアメリカの主要行政区画。中心街であるマンハッタン区では、チタウリと結成直後のアベンジャーズとの大規模戦闘である“ニューヨーク決戦”が発生し、同時期には戦地一帯にインフィニティ・ストーンを内包したアイテムが3つ存在していた。
アベンジャーズ・コンパウンド（Avengers Compound）
ニューヨーク州北部にある“スターク・インダストリーズ”の倉庫を改装した、アベンジャーズの新本部施設。長らくアベンジャーズに属するヒーローたちの拠点として機能していたが、2024年に過去の時代からタイムトラベルして来たサノスの群勢の宇宙船である“サンクチュアリII”からの爆撃によって本施設は完全破壊され、本施設跡地はそのまま、アベンジャーズをはじめとするヒーローたちとサノスの群勢の最終決戦の場となった。
メトロポリタン総合病院（Metro-General Hospital）
シェイディ・エイカーズ・ケアホーム（Shady Acres Care Home）
バッファロー
グレイバーン大学（Grayburn College）
ハーレム
セントラル・パーク
登場作品：『アベンジャーズ』、『ホークアイ』第2、4話
マンハッタンに位置する都市公園。2012年のニューヨーク決戦が終結した後日、ここでアベンジャーズとエリック・セルヴィグたちが、ソーとロキのアスガルドへの帰還を見送った。
2024年頃には、”NYCラーパーズ”がラープを嗜好する場となっており、ケイト・ビショップ/ホークアイ（2代目）が飼い始めたラッキー/ピザ・ドッグの散歩コースにも使用される。
ロックフェラー・センター
登場作品：『スパイダーマン:ノー・ウェイ・ホーム』、『ホークアイ』第6話
マンハッタンに位置する複合施設。2024年のクリスマスシーズンには、並行世界から転移してきたヴィランとの戦いを制した代わりに、全ての人々から忘れ去られたピーター・パーカー/スパイダーマンが自警活動を再開し、事件現場へ向かう途中でここの一帯をスイングして通過した。
その数日後のクリスマス・イヴには、コムキャスト・ビルで“ビショップ警備”主催の富裕層向けパーティーが開かれたと同時に、ビルとクリスマスツリーが飾られたプラザに構えられたスケートリンク一帯がクリント&ケイトと“トラックスーツ・マフィア”及びエレーナ・ベロワによる決戦の場となる。
タイムズスクエア
スターク・タワー（Stark Tower）
登場作品：『アベンジャーズ』、『アベンジャーズ/エンドゲーム』
グランド・セントラル駅の北側にトニーのエコ事業の一環として隣接された、80階以上の階層を誇る超高層ビル。上層階は最先端研究設備が整い、アイアンマン・アーマー マーク7のカプセルの射出装置も置かれたラボとカウンターバーが設けられ、そこに繋がるルーフバルコニーにはアイアンマン・アーマーの脱着用のマニピュレーターが展開する設備を有し、“STARK”の看板文字が掲げられている。
2012年時にトニーとペッパー・ポッツによってクリーン・エネルギーの自家発電試験として、“アーク・リアクター”で当施設の照明を点灯させることに成功するが、フィル・コールソンがセキュリティを解除して最上階へ来訪し、テッセラクト捜索をトニーに依頼したため、開発は一時中止となった。
その後ロキに占拠され、彼に操られたセルヴィグによって屋上に“ワームホール発生装置”が設置され、アーク・リアクターのエネルギーも利用されたが、“J.A.R.V.I.S.”により途中でリアクターを停止された。
アベンジャーズとロキやチタウリらの戦闘で、文字看板や窓ガラスなどが破損してしまったが、ニューヨーク決戦後にトニーとペッパーによって改修が開始される。
後に2023年からタイムトラベルしてきたトニー、スティーブ、スコットの3名がテッセラクトとセプターを入手するため、ニューヨーク決戦終結直後のこのビルに潜入。この時、1階のエントランスがはじめて描写され、S.H.I.E.L.D.理事のアレクサンダー・ピアースや“S.T.R.I.K.E.”らも事後処理のために来訪していたことも明らかになり、スティーブは当時の自身との格闘の末にセプターを得るも、トニーとスコットは当時のハルクとロキの干渉でテッセラクト入手に失敗してしまう。
アベンジャーズ・タワー（Avengers Tower）
スターク・タワーを改修して完成したアベンジャーズの最初の本部施設。
サンクタム・サンクトラム［ニューヨーク］（Sanctum Sanctorum［NY］）
グリニッジ・ヴィレッジのブリーカー通り177Aが住所である、ニューヨークの“サンクタム”を守護する砦として建てられた洋館。2017年時に“ゼロッツ”の襲撃・撃退を経て、スティーヴン・ストレンジ/ドクター・ストレンジがここの主となった。それ以降、ストレンジやさまざまなヒーローたちとの邂逅の場にもなっていく。
ロングアイランド
フラッシング・メドウズ・コロナ・パーク
登場作品：『アイアンマン2』、『キャプテン・アメリカ/ザ・ファースト・アベンジャー』
フラッシング地区に位置する公園。戦時中には万国博覧会が、戦後には“スターク・エキスポ”が数回催された。
ハマー・インダストリーズ本社研究所
ミッドタウン高校（Midtown School of Science and Technology）
ピーターや彼の友人である同級生たちが在籍する理工科高校。
デルマーの食品雑貨屋
クイーンズ・コミュニティ・バンク
スーパーソルジャー計画研究室
戦時中にブルックリンの地下に構えられたSSRの極秘施設。
SSRニューヨーク支部
旧工業地区
コニーアイランド
ミルウォーキー
ペンシルベニア州
ファーマーズ・アンド・マーチャント・バンク（Farmers & Merchants Bank）
アレンタウンの一角にある銀行。
フィラデルフィア
シカゴ
スペクター家
マーク・スペクター/スティーヴン・グラントの実家。
クリーブランド
ニュージャージー州
ウエストビュー（Westview）
ヴィジョンがワンダと暮らす将来のために購入した土地があった小さな町。サノスの群勢との決戦から3週間後にワンダが、極度の絶望感から発生させた“カオス・マジック”でこの町の多くを現実改変させてしまったことから、“マキシモフ事変”と呼ばれる騒動の舞台となる。
キャンプ・リーハイ（Camp Lehigh）
登場作品：『キャプテン・アメリカ/ザ・ファースト・アベンジャー』、『キャプテン・アメリカ/ウィンター・ソルジャー』、『アベンジャーズ/エンドゲーム』、『ミズ・マーベル』第1話
ウィートンにある軍事施設。
大戦中は“戦略科学予備軍SSR”の訓練施設として機能し、敷地内には隊員たちの宿舎や、訓練設備が点在し、マラソンコースの中間地点には高さ数メートルの旗ポールが立っており、先端の掲揚旗をポールをよじ登って取ることには、17年間誰も成功していなかった。スティーブがペギー・カーターと初めて出会った場所であり、スーパーソルジャー計画の被験者候補として厳しい訓練に汗を流した。
戦後にS.H.I.E.L.D.が発足すると、当施設はS.H.I.E.L.D.の最初の本部施設として機能され、武器弾薬庫の地下にはS.H.I.E.L.D.のロゴとSSRの主要人物たちの顔写真が貼られた事務所があり、そこの本棚の奥には更に地下へ繋がり、テンキー操作で稼動するエレベーターも隠されており、もう1階分降りると、戦時中に回収されたテッセラクトが収められた保管庫やアーニム・ゾラの人格データが複製されたスーパーコンピュータが設置された機密エリアへ出られる。また1970年時には多数の職員・兵員が勤務し、施設内の地上部分に給油機や多数の軍用車が配置されており、本棟内にペギーの長官室や、ハンク・ピム/アントマン（初代）のラボなどが構えられていた。
2014年には立入禁止の廃墟と化していたが、スティーブとナターシャが、USBメモリにダウンロードしたインサイト計画のファイルの出所であると知り来訪。ゾラからS.H.I.E.L.D.とヒドラについての因縁を聞き、その直後にS.H.I.E.L.D.内部のヒドラ派が放った短距離ミサイルで壊滅する。
後にアベンジャーズの“タイム泥棒”では、1970年の本施設にトニーとスティーブがタイムトラベル・潜入。トニーはテッセラクトの回収に成功し、その直後には実父である当時のハワード・スタークと交流した。スティーブはピムのラボに潜入して、トニーと共に2023年に帰還するために必要な“ピム粒子”を入手し、その直後に勤務中のペギーを見つけるも、彼女に姿を見せること無くトニーと2023年に帰還する。
さらに“ザ・ブリップ”後の現代においては、壊滅した跡地が改装されて、アベンジャーズを讃えるイベントの“アベンジャー・コン”が催される会場となっている。
シーザーズ・パレス
カリフォルニア州
ジョイント・ダーク・エナジー・ミッション・ファシリティーズ（Joint Dark Energy Mission Facility）
登場作品：『マイティ・ソー』、『アベンジャーズ』
モハーヴェ砂漠の広大な敷地内に複数のパラボラアンテナや地下施設を構えるNASAの大規模な研究センター。S.H.I.E.L.D.が“P.E.G.A.S.U.S.計画”のために、テッセラクトの研究活動を行なっていた。
S.H.I.E.L.D.と本格的な繋がりを得てここに呼び出されたセルヴィグは、フューリーからテッセラクトの研究活動に参加するよう依頼され、承諾する。セルヴィグを中心とした研究チームによってテッセラクトの研究は進んでいたが、テッセラクトが発するエネルギーの暴走により、施設全体に避難命令が発令され、完全崩壊する。
アース82111にも同等の施設が存在し、ここでニック・フューリーとクリント・バートン/ホークアイが、70年前の時代からタイムスリップしてきたペギー・カーター/キャプテン・カーターと邂逅する。
エドワーズ空軍基地
登場作品：『アイアンマン』、『アイアンマン2』、『キャプテン・マーベル』
ランカスターの近くに位置するアメリカ空軍の基地。
1989年時にキャロルやマリア・ランボーはここにペガサス計画のテストパイロットとして所属していた。
現代においてはローディの職場となっており、2009年にテン・リングスを一網打尽にしてローディたちに保護されたトニーは、帰国時に真っ先にここへ降り立ち、ペッパーたちと再会する。
また、その翌年にローディは、トニーから押収したアイアンマン・アーマー マーク2を自ら装着した状態で搬入し、後日ハマーが武器の売り込みに来訪したことで、ウォーマシン・アーマー マーク1への改造が行われている。
サン・クエンティン刑務所
オークランド
サンフランシスコ
スコット・ラング/アントマン&ホープ・ヴァン・ダイン/ワスプ及び彼らの近親者や友人たち、シュー・シャン・チーや彼と親しい人物の多くの生活圏である都市。
ピム邸
パクストン邸
ミルグロム・ホテル（The Milgrom Hotel）
ピム・テック本社研究所
ロサンゼルス
ウォルト・ディズニー・コンサートホール
スターク邸
トニーのかつての自宅で、海に面した崖の上にある豪邸。住所はマリブ・ポイント10880、郵便番号は90265。2012年末にアルドリッチ・キリアンの部下らによる攻撃で壊滅させられる。
ネプチューンズ・ネット
スターク・インダストリーズ本社屋
マーシー病院（Mercy Hospital）
サンタモニカ・ピア
ランディーズ・ドーナツ
チャイニーズ・シアター
中国寺院風の劇場。ここでサヴィンとタガートが取引を行い、サヴィンを追ってきたハッピーがタガートの自爆に巻き込まれてしまう。
バートン家
登場作品：『アベンジャーズ/エイジ・オブ・ウルトロン』、『アベンジャーズ/エンドゲーム』、『ホークアイ』
クリントと彼の家族が住む、アイオワ州の「フューリーが便宜を図ってくれた場所」に構えられた自宅農場。牧草地の中にバートン一家が住む2階建の家屋や、ジョンディア 320が置かれた納屋が置かれており、農場としての分類や具体的な規模は明かされていないが、ローラ・バートンによって経営されている。
2015年時には、クリントの計らいでヨハネスブルグにおける激戦で憔悴し、チームの世論まで悪化させてしまったアベンジャーズの一時的なセーフハウスとして利用され、ほぼ同時にフューリーもウルトロンに関する情報提供のために来訪した。
2018年時には、アベンジャーズの内乱の廉でクリントが自宅軟禁を強いられつつも、家族と和やかに暮らしていたが、サノスによって発生したデシメーションにより、皆が消滅してしまう光景を目の当たりにしてしまった。しかし、5年後のアベンジャーズによるタイム泥棒の結果、サノスの群勢との決戦後に復活したローラたちとクリントの再会の場にもなった。
2024年のクリスマスシーズンにもバートン一家が住んでおり、クリスマス当日にはクリントに連れられてきたケイトとラッキーが来訪し、バートン一家と交流している。
セントチャールズ
登場作品：『ガーディアンズ・オブ・ギャラクシー』、『ガーディアンズ・オブ・ギャラクシー:リミックス』、『ガーディアンズ・オブ・ギャラクシー:VOLUME 3』
ミズーリ州に位置する田舎町で、ピーター・クイル/スター・ロードと彼の親族の故郷。1980年にエゴがこの地に降り立ち、メレディス・クイルと出会って愛を育んだと同時に、デイリークイーンの裏手の森林に分身を植え込んでいた。
1988年、幼かったピーター・クイルは、この町の病院でメレディスの最期を看取った直後にラヴェジャーズに拉致された。それから長い年月が経った現代においても、この町にはクイルの祖父であるジェイソン・クイルが元気に暮らしており、2014年時には“拡張”を始めたエゴの分身の膨張により多大な被害を被った。そしてザ・ブリップ後に、ハイ・エヴォリュージョナリーとの戦いに勝利し、ガーディアンズ・オブ・ギャラクシーを脱退したクイルが数十年ぶりに帰郷し、ジェイソンと再会する。
バージニア州
ペンタゴン
カルバー大学（Culver University）
ウィロウデイルにキャンパスを構える大学。ブルースやベティ・ロスをはじめとする科学者の複数や教師がこの大学に在籍していた。
メリーランド州
テネシー州
ローズヒル（Rose Hill）
ハミルトン記念館（Hamilton County Memorial Hall）
グレート・スモーキー山脈国立公園
ニューメキシコ州
ロクソン・ガソリンスタンド（Roxxon Gas Station）
“ロクソン・オイル”が運営するセルフ式ガソリンスタンドのニューメキシコ支店。
プエンテ・アンティグオ（Puente Antiguo）
登場作品：『マイティ・ソー』
ニューメキシコの砂漠の中にある、人口2175人の小さな田舎町。ジェーン・フォスターたちはこの町を拠点に天文観測を行なっていた。劇中では、“アルヴァレス・ダイナー”や、小動物のペットショップ、ガソリンスタンドなどの施設が登場した。デストロイヤーの攻撃で多大な被害が出る。
 アース51825にも同等の田舎町が存在し、ここの外れでS.H.I.E.L.D.が落着したムジョルニアの研究調査のためのベース・キャンプ設営からロキ率いるアスガルド軍の出現にまで対処する。
フロリダ州
フォート・ジョンソン基地（Fort Johnson）
エバーグレーズに位置する、アメリカ軍基地。
マイアミ
キーウェスト
ベラ・クーラ
メキシコ
チアパス州
グアテマラ
ホッシーニャ
アフガニスタン
パキスタン
インド
ニューデリー
カルカッタ
ネパール
カトマンズ
カマー・タージ（Kamar-Taj）
マスターズ・オブ・ミスティック・アーツに属する魔術師たちの修行場である寺院。
エベレスト
韓国
ソウル
釜山
中国
香港
サンクタム・サンクトラム［香港］ （Sanctum Sanctorum［Hong Kong］）
ロシア
シベリア基地
モスクワ
ノルウェー
ネクサス（NEXUS）
トンスベルグ
教会
ニュー・アスガルド
トンスベルグの海岸に築き上げられた、アスガルド人たちの新たな居住地。デシメーションから5年後、サノスによる襲撃と消滅から九死に一生を得たソーとヴァルキリーを含むアスガルド人たちが住人となり、自治体規模は小さく、当初は寂れた漁村そのものであったが、ザ・ブリップ後には一大観光地へと急成長した。
イギリス
ロンドン
イギリスの首都で、ペギー・カーターはこの街で生まれ育った。そのほかにも、複数のヒーローやその周辺人物の生活圏であり、このことからさまざまな事件の舞台や戦場となった回数がニューヨークに次いで多い。
SSRヨーロッパ本部
ロンドンキング・チャールズ・ストリート地下の掩蔽壕に構えられたSSRの秘密基地。
サンクタム・サンクトラム［ロンドン］ （Sanctum Sanctorum［London］）
グレートブリテン博物館
ロンドン大学
コリンシア・ホテル・ロンドン
グリニッジ
エクセター・カレッジ
ストーンヘンジ
ドイツ
ベルリン
対テロ共同対策本部庁舎
ライプツィヒ・ハレ空港
プラニー美術館
ソコヴィア（Sokovia）
登場作品：『キャプテン・アメリカ/ウィンター・ソルジャー』、『アベンジャーズ/エイジ・オブ・ ウルトロン』、『ワンダヴィジョン』、『ファルコン&ウィンター・ソルジャー』
東欧にある小国で、マキシモフ兄妹やジモの出身国。長年に渡って紛争が絶えないほど情勢が政治的に不安定で、国民の多くは紛争で使用された兵器を作ったトニーを憎んでいる。
ソコヴィア基地
山奥にある、廃墟同然の古城を利用したヒドラの秘密基地。アベンジャーズが一度制圧したが、のちにウルトロンが占拠し、自身の野望を完遂するための拠点として利用する。
教会
ソコヴィアの首都の中央に位置する廃墟。ここでウルトロンはマキシモフ兄妹と結託し、後にドゥームズデイ・トリガーを建設する。
ソコヴィア記念碑（Sokovian Memorial）
後述のウルトロンの一件で建てられたソコヴィアの跡地に残る石碑。
2015年にはアベンジャーズとその敵の戦地となり、ヒドラの反撃で一般市民にも攻撃の余波が降りかかったほか、ウルトロンが人類絶滅のために“ドゥームズデイ・トリガー”を起動し、首都を浮上させ、隕石として地上目がけて落下させた。しかしトニーのユニ・ビームとソーの雷撃により首都は粉砕され、危機は去ることとなる。
しかしこの一件で国家自体が疲弊し、復興の際に周辺諸国に侵入・吸収され、現代においては国名すら存在していないとジモが言及しており、記念碑が国土の跡地に残る状態に陥っている。2024年にこの地を訪ねたジモは、この石碑の前でジモは、自らを撃つようにバッキーに頷くも、撃たれることはなく、“ドーラ・ミラージュ”に連行される。
オーストリア
国際連合ウィーン事務局
登場作品：『シビル・ウォー/キャプテン・アメリカ』、『ブラックパンサー』
ウィーンにある国連の事務所。2016年のソコヴィア協定の制定時に、ここで署名式が催されたが、ヘルムート・ジモの陰謀で爆破テロが発生し、多数の犠牲者が出る。その数ヶ月後にはティ・チャラ/ブラックパンサーたちが再訪し、エヴェレット・ロスも傍聴席から見守る中で、ワカンダの開国を演説する。
ヒドラ本部基地
ヒドラ兵器工場
ブカレスト
イタリア
イタリア基地
1943年11月頃にSSRも常駐していた、連合軍のイタリア前線の基地。
モンテカルロ市街地コース
ワカンダ
アフリカに位置する、ティ・チャラや彼と深い繋がりを持つ多くの人々の母国。太古の昔にもたらされた“ヴィブラニウム”の恩恵により、超文明国家となった。
ナイジェリア
サンビサ森林
ラゴス
感染症研究所（Institute for Infectious Diseases）
南アフリカ共和国
北極海
ラフト刑務所（Raft）
登場作品：『シビル・ウォー/キャプテン・アメリカ』、『ファルコン&ウィンター・ソルジャー』
大西洋の海中に配置された監獄の機能を持つ特殊潜水艇。地球上で最も厳重な監獄であり、世界中の犯罪者の中でも特に凶悪な輩や、超人及びそれに匹敵する装備を所持する者が収監対象である。ここにアクセスするには、艦体を海面に露出させる必要があり、劇中では屋上のヘリポートからの出入り口が登場した。本刑務所に収監された犯罪者は、青い囚人服を着せられる。
アベンジャーズの内乱時に、サム、クリント、スコットはここの独房棟R1に収容され、ワンダは独房NZ42に隔離された。後にスティーブたちの行方を追うトニーやサディアス・ロスも来訪した。たが本作のラストで、侵入したスティーブによって所内の監守や職員たちが倒され、サムたちは解放された。
サムとバッキーが“フラッグ・スマッシャーズ”と戦っていた2024年には、ジモがサムたちに一時協力した後、ドーラ・ミラージュによって身柄を確保され、ここに収監される。
インド洋
その他の国家・地域・施設については、『MCU』各作品の“設定・用語”の項を参照のこと。

#### その他の世界
ヨトゥンヘイム（Jotunheim）
登場作品：『マイティ・ソー』、『マイティ・ソー/ダーク・ワールド』
“氷の巨人”群や“フロスト・ビースト”が住む世界。吹雪が吹く荒涼な大地と、僅かな光が差し込むこともある暗闇に包まれた大空が特徴の世界で、巨人の王であるラウフェイが腰を降ろす簡素なデザインの寺院まで建てられている。
地球暦965年と2010年において、アスガルド軍やソーたちとの戦地となり、アスガルドの王位の確立を企むロキによって崩壊の危機に晒されたが、ソーの活躍で食い止められる。
2013年には、惑星直列で発生したこの世界への境界に、ソーとダーク・エルフの長であるマレキスが交戦しながら落ち込み、この世界に一時的に辿り着く。
ヴァナヘイム（Vanaheim）
登場作品：『マイティ・ソー/ダーク・ワールド』
“ヴァナー”が住み、ソーの戦友であるホーガンの故郷である世界。地上には森林地帯が広がり、その中にヴァン神族は集落を構え暮らしている。集落には複数の石柱も確認され、別の場所には遺跡のような建造物も存在する。2013年の惑星直列の際には、ダーク・エルフの戦艦を攻撃しようとした地球の戦闘機2機が、重力異常によって発生したこの世界への境界に引き込まれてしまったが、マレキス打倒後に戦闘機2機は無事に地球へ帰還する。
スヴァルトアールヴヘイム（Svartalfheim）
登場作品：『マイティ・ソー/ダーク・ワールド』
“ダーク・エルフ”群が住む世界。上空を暗雲が覆い、地上は焦土そのもので、洞窟もあり、強力な砂嵐が発生することもある。5000年前にアスガルド軍とダーク・エルフ群の戦場となり、その爪跡として現在でもダーク・エルフの戦艦の残骸が複数残っている。
2013年において、ソーやロキとダーク・エルフ群の戦いが繰り広げられ、アルグリムやマレキスはここで最期を迎える。
ムスペルヘイム（Muspelheim）
登場作品：『マイティ・ソー バトルロイヤル』
“炎の悪魔”群や“ドラゴン”が住み、燃え盛る灼熱の炎に覆われる荒野の世界。地底にはこの世界の王であるスルトと、ドラゴンが住み着いており、大昔にオーディンはこの地から“永遠なる炎”をスルトから奪い去ったという。
2017年に、インフィニティ・ストーンの手がかりを探すソーとスルトら炎の悪魔群やドラゴンの戦地となる。
ニヴルヘイム（Niflheim）
登場作品：『マイティ・ソー バトルロイヤル』
死者が住むという世界。
ヘル（Hel）
ニヴルヘイムの一部である、暗闇と岩ばかりの領域。太古の時代にオーディンに反抗したヘラはこの地に追放され、それでもなおアスガルドへ舞い戻ろうとしたことから彼女と“ヴァルキリー”の戦地となったほか、オーディンによって再度投獄・封印された地となった。しかし、オーディンが亡くなったことによって封印が解け、ヘラは出現したポータルを通ってトンスベルグの海岸へと逃れる。
ニダベリア（Nidavellir）
登場作品：『アベンジャーズ/エイジ・オブ・ウルトロン』、『アベンジャーズ/インフィニティ・ウォー』
アスガルドと親交がある種族“ドワーフ”たちが住み、エイトリの故郷である世界。死にゆく1つの中性子星を、工房と居住スペースが入っている超巨大リングで囲っている形になっている。ここに住む300人のドワーフたちは、この惑星のエネルギーを使い、アスガルドの武器を長年作り続けており、オーディンやソーがかつて使用していた“ムジョルニア”をはじめとするアスガルドの武器はここで製作された。
サノスはドワーフたちに、“インフィニティ・ガントレット”の製作を依頼。完成すると、エイトリだけを残して他のドワーフを虐殺し、リングを凍らせてニダベリアのエネルギーを停止させた。
その後、ソーがサノスを倒すためには新たな武器が必要だと判断し、“ガーディアンズ・オブ・ギャラクシー”のロケット&グルートと共にここへ来訪。エイトリを説得したソーはロケットと協力し、捨て身でリングを解凍させ、それを見たエイトリは、“ストームブレイカー”を製作し、グルートの手助けにより完成させる。
アールヴヘイム（Alfheim）
登場作品：『ソー:ラブ&サンダー』
ライトエルフが住む世界。

### その他の銀河の惑星・コロニー
モラグ（Morag）
登場作品：『ガーディアンズ・オブ・ギャラクシー』、『アベンジャーズ/エンドゲーム』
銀河座標“M31V J00443799 + 4129236”に位置する、廃墟の惑星。美しい空が広がり、かつては繁栄していたが、何らかの原因で滅亡し、荒廃した地表は洪水で洗い流され、地表の裂け目から強力な間欠泉が噴き出ており、現在ではこの惑星で暮らす者は確認されていない。廃墟となった古代の寺院の内部もほぼ崩壊しており、ヒューマノイド型種族の白骨が置かれ、“オルローニ”と蛇のような軟体動物が複数住みついていた。何故か崩壊を免れた色鮮やかな部屋もあり、そこでは触れた者の皮膚を焼くほど強力なエナジー・シールドが貼られたケージに、インフィニティ・ストーンの一つである“パワー・ストーン”を納めた“オーブ”が封印されていた。
2014年に、ピーター・クイル/スター・ロードとコラス・ザ・パーサーらのオーブを巡る小競り合いが展開される。
タイム泥棒の際には2014年時のこの惑星に、2023年の時代からタイムトラベルしてきたローディとネビュラが訪れ、オーブを入手する前のクイルを気絶させて、先にオーブを回収する。
アース21818でも、この星と同等の惑星が存在し、ティ・チャラ/スター・ロードがヨンドゥ・ウドンタと共にオーブを回収する。
ザンダー（Xandar）
登場作品：『ガーディアンズ・オブ・ギャラクシー』、『ガーディアンズ・オブ・ギャラクシー:リミックス』
銀河座標“M31V J00442326 + 412708”に位置する、銀河最大の国家“ノバ帝国（Nova Empire）”の首都惑星。この惑星の周囲には3つの太陽が浮かび、ノバ軍のシンボルのモデルとなっている。銀河でも最高クラスの文明が発達しており、広大で豊かな大都会を中心にザンダー星人を含む約120億人ものさまざまな種族が暮らしている。
ノバ軍警察本部（Nova Corps Headquarters）
ザンダーの都市に建造されたノバ軍の本庁舎。ロナン打倒後、オーブが保管される。
2014年に、ロナン・ジ・アキューザーらによって惑星壊滅の危機に瀕するが、ガーディアンズやラヴェジャーズ、ノバ軍警察の共闘により、被害を最小限に食い止め、平和を取り戻す。数ヶ月後のエゴの“拡張”の際には、膨張した“エゴの分身”により再び被害を受けた。
しかし2018年には、パワー・ストーンを狙うサノスとその群勢によって滅ぼされたことが言及される。
アース29929でもこの星と同等の惑星が存在し、ここを滅ぼそうと攻撃するインフィニティ・ウルトロンとキャロル・ダンヴァース/キャプテン・マーベルの戦地になったが、インフィニティ・ウルトロンのエネルギー波により滅亡する。
ノーウェア
かつて銀河座標“M3RD 17H17211 + 2121224”に位置していた、エソン・ザ・サーチャーの死骸の頭部をくり抜いて居住地にした採掘コロニー。かつてはタニリーア・ティヴァン/コレクターが拠点としていたが、ザ・ブリップ後には彼からこのコロニーを買い取ったガーディアンズの活動拠点となり、再開発が進んでいく。
ソヴリン（Sovereign）
登場作品：『ガーディアンズ・オブ・ギャラクシー:リミックス』
銀河座標“M49 5I0L339P21 + H9 LNI31”に位置する、人工惑星。高度な工業技術を持ち、女王のアイーシャの下、“バース・ポッド”で産み出した子どもを、高い能力値を持つ市民へと育成させることを方針とする。ガーディアンズとアビリスクの戦場となった発電施設や、アイーシャと謁見した王室、“オムニクラフト”のコントロールセンターなどが点在する。
アース29929でもこの星と同等の惑星が存在し、ウルトロン軍団とガーディアンズ・オブ・ギャラクシーの戦地となったが、インフィニティ・ウルトロンのエネルギー波によって滅亡する。
ベアハート（Berhert）
登場作品：『ガーディアンズ・オブ・ギャラクシー:リミックス』
銀河座標“M20 22A4834126 + 306CA12”に位置する、地球のものに酷似した森林が広がる惑星で、4つの月が星の周囲に浮かぶ。森林には白い梟のような猛禽類や、蜘蛛といった節足動物が生息している。ガーディアンズはこの星に“ミラノ号”を墜落させてしまうが、同時にエゴやマンティスと初めて出会った。また、アイーシャの依頼を受けたラヴェジャーズとロケットの戦闘や、テイザーフェイスの反乱の場にもなる。
コントラクシア（Contraxia）
登場作品：『ガーディアンズ・オブ・ギャラクシー:リミックス』、『アベンジャーズ/エンドゲーム』
銀河座標“M15 5127512731 + X1955KX”に位置する、地表の多くが水に覆われた極寒の惑星。2つの重なり合う太陽が浮かび、氷の島の上に雪が降っている。
アイアン・ロータス（Iron Lotus）
コントラクシアの町中にある酒場。複数のロボット娼婦が店員として客をもてなしており、ラヴェジャーズのヨンドゥ・ウドンタの部隊はここを溜まり場としている。ラヴェジャーズ全隊のリーダーであるスタカー・オゴルドと彼の部隊がここを訪れていたが、かつて追放したヨンドゥが居ることを知るや、ラヴェジャーズの99%はもう来ないと言い放ち立ち去っている。ここの出入り口前で、ヨンドゥはスタカーからラヴェジャーズの掟を破ったことを糾弾され、アイーシャからはガーディアンズの捕縛を依頼される。
また、2023年のアベンジャーズとサノスの群勢の最終決戦時には、ラヴェジャーズがこの場所からゲートウェイを通ってアベンジャーズ・コンパウンドに駆けつける。
アース21818でもこの星と同等の惑星が存在し、正史のコントラクシアよりも栄えた街が描写され、そこの酒場ではドラックスがバーテンダーとして働いている。この酒場で、ティ・チャラ/スター・ロードたちラヴェジャーズとサノス&ネビュラによるミーティングが行われた。
エゴの星（Ego's Planet）
銀河座標“G52 22C848T12F + E16UC22”に位置する、星図にも載っておらず正式な名もない、地球の月ほどのサイズである辺境の赤い惑星で、エゴの本体。
リア（Ria）
登場作品：『ガーディアンズ・オブ・ギャラクシー:リミックス』
アスガルドの保護国でもあるクロナン人の出身星。エゴの星へ向かう“クオドラント3”の連続ジャンプのシーンに登場した。
サカール（Sakaar）
登場作品：『マイティ・ソー バトルロイヤル』
宇宙の辺境に位置し、上空に開く大量のワームホールからひっきりなしに異星のガラクタが落ちてくるという混沌とした惑星。生命体が住む他の星々から遠く離れたこの星の地表は、ザンダーとクリー帝国の戦争による残骸や、腐敗した天界人の身体の一部に、あてもなく彷徨っていた宇宙船などでできている。「未知と既知の境界の星」とも言われ、それに加えて、他の星とは時の流れが異なっており、ワームホールの中には“悪魔の肛門”と呼ばれる、常時開いた状態の赤く巨大なワームホールも存在している。悪魔の肛門は、アスガルドへ向かうための最速ルートでもあるが、ワームホール内の中性子星があらゆるものを粉砕して吐き出すため、この惑星からの脱出は困難である。
グランドマスターが初めて降り立ち、この惑星における文明を構築してからは彼の独裁統治の下、土地から資産まで、この星のありとあらゆるものが管理されており、アスガルドを去ったヴァルキリーや、地球から失踪したハルクもこの星に長く暮らしていた。
2017年にソーたちは、バトルロイヤルから惑星脱出まで奔走する。
首都
ワームホールから落ちてきた、多数のガラクタで構成されたサカールの都市。グランドマスターの館や闘技場、“サカーディアン・ガード”の兵舎、スクラップ置き場のほか、建造物の数々はカラフルであるものの、ほとんどが薄汚れており、無法者も多く住みついているため街中は騒がしく、スラム街のような様相を呈している。グランドマスターからの呼びかけやバトルロイヤルでの前口上の際には、飛行する複数のホログラム再生機がグランドマスターの姿と声を、リアルタイムで街中や闘技場に再生する。
グランドマスターの宮殿
グランドマスターの邸宅である、超高層ビル。
闘技場
グランドマスターがバトルロイヤルの会場として、都市の中心に建設させたスタジアム。地上部分にはフィールドと観客席や、グランドマスターをはじめとする迎賓用の観覧ブースが、地下部分には大量の武器が置かれた出場戦士の待合室と、パーティー・ロボットがバーテンダーとして常駐するカウンターバーがエナジー・シールドで隔てた形でそれぞれ置かれている。ここで催されるバトルロイヤルは、サカール人にとって最高の享楽のため、観客席だけでなく飛行艇などに乗って場外から観戦する者も多い。
ここでソーは理髪師に散髪され、簡単なボディペインティングまで施されてしまうが、ハルクと再会し、激しい戦いを繰り広げる。
アース29929でもこの星と同等の惑星が存在し、ウルトロン軍団とコーグらの戦地となったが、インフィニティ・ウルトロンのエネルギー波によって滅亡する。
ゼホベリ（Zen-Whoberi）
登場作品：『アベンジャーズ/インフィニティ・ウォー』
ガモーラの故郷であり、かつてゼホベレイが住んでいた惑星。地上には、中華風の寺院に酷似した建造物が多数散見される。ガモーラの幼少時代に、サノスとブラック・オーダーによって侵略され、半滅した。
ヴォーミア（Vormir）
登場作品：『アベンジャーズ/インフィニティ・ウォー』、『アベンジャーズ/エンドゲーム』
およそ70年以上前にテッセラクトの力で飛ばされたヨハン・シュミット/レッドスカルがストーン・キーパーとして滞在し、インフィニティ・ストーンの1つである“ソウル・ストーン”が眠る惑星。上空は仄暗い太陽が照らす暗闇に包まれ、地上は砂丘と浅瀬に巨大な岩山だけが存在し、シュミット以外に現地の生物も確認できず、静寂に支配された虚無的な世界である。岩山の頂上には、雪が降っている。ネビュラ曰く「宇宙の中心にある死の惑星」。
2018年に、ガモーラを脅迫してソウル・ストーンの在処を吐かせたサノスがガモーラを連れて訪ね、目前に現れたシュミットからソウル・ストーンの入手方法を伝えられると、苦渋の決断でガモーラを犠牲にし、ストーンを手に入れる。
タイム泥棒作戦の際には2014年時のこの惑星に、2023年の時代からタイムトラベルしてきたナターシャとクリントが訪れ、2人はシュミットからストーンを入手する方法を知らされると、互いを気遣って身の投げ合いを繰り広げてしまい、その結果ナターシャが自らを犠牲にしたことで、クリントがストーンを入手する。
タイタン（Titan）
登場作品：『アベンジャーズ/インフィニティ・ウォー』
サノスの故郷。文明も発達し緑豊かな惑星だったが、かつて人口過多と食糧難に陥ったことにより戦争が勃発し、サノスが滅びの前に虐殺を行ったことで滅亡したと、サノス自身によって語られた。滅亡後、荒れ果てた廃墟と残骸が散らばり、重力異常も発生している。
この惑星の唯一の生き残りであるサノスは、他の惑星でも同じような悲劇を繰り返させないために、インフィニティ・ストーンを6つ全て集めて、全宇宙の半分の生命を消滅させる事を画策した。
2018年にエボニー・マウのQシップに乗っていたトニー、ピーター、ストレンジの3人、ネビュラから連絡を受けてサノスを待ち伏せていたガーディアンズのクイル、ドラックス、マンティスの3人、ソウル・ストーンを入手したサノス、サノスを倒すべく特攻したネビュラが訪れ、大乱戦が繰り広げられる。
0259-S
登場作品：『アベンジャーズ/インフィニティ・ウォー』、『アベンジャーズ/エンドゲーム』
全宇宙の半数の生命を消し去ったサノスが一人で余生を送っていた惑星で、別称“ガーデン（Garden）”。星の周囲を土星の環のようなものが囲っており、地上は草木が青々と生い茂り、ドリアンのような意匠の果実も生えた草原と山々に覆われ、空からも太陽の光が差し込むなど、大自然豊かな惑星である。
2018年にサノスは地球で使命を完遂したことを実感すると、スペース・ストーンの力でこの惑星にワープし、手元に残った6つのインフィニティ・ストーンを消滅させると共に、草原の中の一戸建てのあばら家を住居に、その周囲を農園とし、果実の収穫や自炊に明け暮れていた。だが、消滅を免れたヒーローたちの奇襲を受け、ソーによって首を刎ねとばされる最期を遂げる。
コルビン（Korbin）
登場作品：『アベンジャーズ/エンドゲーム』
コルビナイト人の母星である惑星。2014年時には、 ロナンの元に赴く前のガモーラとネビュラがこの惑星に攻め込んでおり、彼女たちは床の穴から強力なエネルギーが立ち昇る超高層ビルの一画で、コルビナイト人と激闘を展開し勝利した。この時、リヴァイアサンやQシップも攻め込んでいたが、この惑星がサノスらに制圧されたかどうかは具体的には言及されていない。
ラメンティス1号星（Lamentis-1）
登場作品：『ロキ』シーズン1第3〜4話
2077年に他の惑星の急接近により滅亡寸前となっていた鉱山惑星。他の惑星からしきりに降り注ぐ隕石によって星の地表は荒らされ、居住区である町もゴーストタウンと化しており、この星の住民たちの間では、青い制服と湾曲した大きなバイザーが特徴のヘルメットを着用した警備兵によって、裕福な者たちだけが惑星外への脱出のための“箱舟”の発着所がある“シュルー”に向かう列車に乗車できる優遇措置を受けられ、それ以外の人々は開拓地に取り残されるという依怙贔屓が横行している。また、独特の筆記体をした文字らしきものが街中の看板や警備兵の制服の袖に見受けられる。
シュルー（Shuroo）
ラメンティス1号星の主要都市。ネオンが輝く建造物の数々が点在し、箱舟の発着所も構えられている。
箱舟（Ark）
ラメンティス1号星からの脱出用大型宇宙船。多数のネオンが施された塔のような形状で、街中の発着所に聳え立つように駐機されていた。
ロキとシルヴィが“タイムドア”でこの惑星の採掘小屋に到着した時には、惑星衝突まで約12時間と推定されるほどの状態となっており、ロキたちは互いへの不審感からバッテリー切れとなった“タイムパッド”の充電などを巡る小競り合いなどもあったものの、箱舟の存在を知るとそれに乗り込むための道中で、自分たちの身の上話や警備兵らとの乱闘などで互いを信頼し合うようになった。
しかし辿り着いた箱舟はロキたちの眼前で隕石の直撃により大破。街の郊外に腰掛けた2人はこの星で運命を共にすることを覚悟したが、TVAが開いた2つのタイムドアによってロキとシルヴィは難を逃れた。その後、2070年におけるこの惑星の去就は描写されていない。

### その他の宇宙の領域・施設
サンクチュアリ（Sanctuary）
登場作品：『アベンジャーズ』、『ガーディアンズ・オブ・ギャラクシー』
銀河座標“N5X2 106311411 + 2123518”の小惑星帯にある、サノスが聖域として居住する彼の領域で、配下であるジ・アザーやチタウリ、リヴァイアサンもここを拠点とする。劇中で確認できた特徴的な設備はサノスが腰を下ろす玉座や、そこへ繋がる発光する階段ぐらいで、それらを除いて見ると何の変哲も無い小惑星帯である。
ロキやロナンもここに来訪し、ジ・アザーやサノスからインフィニティ・ストーンを内包したアイテムの回収を促される。
キルン刑務所（Kyln）
登場作品：『ガーディアンズ・オブ・ギャラクシー』
銀河座標“M20H I19919142 + 0185112”に位置する、非常に巨大な宇宙刑務所。ノバ軍に運営され、極彩色ではあるが、所内は途轍もなく不潔且つ悪臭が漂う劣悪な環境であり、銀河中の凶悪な犯罪者たちが収監されている。刑務所上部には中央通信タワーと管理事務区画に病院が構えられ、中央の主要居房区域には独房や大勢の囚人が雑魚寝する部屋にシャワー室、囚人の所持品の保管庫があり、大広間の高さ6メートルの監視塔には、所内の人工重力の発生装置と、塔上部を切り離す機能が備わり、動力源のバッテリーを外すと警報が鳴り響く。さらに刑務所の底部はバランスを保つバラストと主要前進エンジンが搭載されているなど、徹底的に要塞化された刑務所である。
所内は複数のセキュリティ・ドローンと、スタンバトンやライフルで武装したノバ軍の兵士たちも常駐しているほど極めて重警備ではあるものの、看守たちは囚人の脱獄は防ごうとするが、彼らによるトラブルは止めないスタンスをとり、囚人らが色々な自衛のための武器や道具を密かに作って所有している実態を放置しているなど、腐敗した悪質な職員である。本刑務所に連行された犯罪者は、入獄時に大量のシラミ駆除薬を激しい勢いで浴びせられ、黄色い囚人服と寝具を手渡される。
ザンダーで騒動を起こしたクイルたちもここに収監されたが、彼らはここで手を組み、脱獄作戦を実行。結果的に成功したこの活動は、ガーディアンズ結成のきっかけの一端となった。後にガモーラの収監を知ったロナンらも彼女を連れ戻すために訪れ、クイルたちの作戦で壊滅状態となった本刑務所を目にすると、その場の始末をネビュラに命じたが、その後の去就は不明。
ワールド・フォージ（World Forge）
登場作品：『エターナルズ』
「世界の鍛冶場」と呼ばれる、緑色を基調とし、金色のラインや根のような物体が伸びる蕈状のドーム型の天体。内部は緑色の通路と内壁に幾何学模様や金色の苔のようなものが生えた空間となっており、中央には多数のリング状の構造物に囲われたタワー状の建造物が聳える。さらに、有機的な無数の泡でできた壁面には、一つひとつにエターナルズの記憶が保存されており、アリシェムはこの天体でエターナルズを創り、プログラムすることに加えて、蓄積・分析したエターナルズの記憶をディヴィアンツの研究と新しく完璧な惑星や文明を作るための資料にしている。
劇中では、セレスティアルズ、エターナルズ、ディヴィアンツの真実をアリシェムがセルシに開示した際のイメージとして描写されたのみである。

### 異次元（Dimensions）
この世界とは異なる、ありとあらゆる別次元の総称。生命体や知性体に溢れ、豊かな文化が育った快適な世界から、いかなる代償を払っても封印しなければならないほどの暗く邪で恐ろしい世界まで、さまざまな次元が存在する。マスターズ・オブ・ミスティック・アーツに属する魔術師たちは、マルチバースを開くことによって得たエネルギーを用いて様々な魔術を行使すると共に、“スリング・リング”で開いたゲートウェイで生身の身体のまま各次元に赴くこともできる。
ミラー次元（Mirror Dimension）
登場作品：『ドクター・ストレンジ』、『アベンジャーズ/インフィニティ・ウォー』、『スパイダーマン:ノー・ウェイ・ホーム』、『ドクター・ストレンジ/マルチバース・オブ・マッドネス』
現実世界を基に作り出した仮想空間のような次元。密接に繋がった現実世界を反映しているものの、鏡映しのように正反対の世界で、暗黒のエネルギーで成り立っている。現実世界との境目は割れた鏡のように見え、こちらから現実世界を視認することはできるが、直接的な干渉はできない。逆に、現実世界側からは干渉のみならず一切の視認も不可能。
主に魔術師たちの修業・戦闘時や、捕らえた相手の拘束に使用され、相手と自分をこの次元に隔離することで現実世界に損害を与えず戦闘を行ったり、追手からの逃走にも有効である。スリング・リングが無ければ出入りは不可能になる反面、この次元において魔術でできることに限りがなく、暗黒次元由来の魔術の使い手は、力がより一層増幅されるため、この次元内の建造物などの構造を自在に操ることができ、彼らを相手として戦う場合は相性が悪い。
アストラル次元（Astral Dimension）
登場作品：『ドクター・ストレンジ』、『アベンジャーズ/エンドゲーム』、『ワンダヴィジョン』、『スパイダーマン:ノー・ウェイ・ホーム』
肉体を離れた精神や魂などの霊的な物が存在する次元。この次元も現実と密接に繋がっており、魔術師たちは“アストラル投射”という魔術によって、幽体離脱のように肉体から精神体“アストラル体”を分離させ、建物などの構造物を無視して自在に移動することができる。アストラル体同士では、会話や戦闘などのやりとりをすることも可能。しかし、肉体は無防備な状態で現実世界に放置されるため、敵に襲撃される危険もある。
基本的に現実世界からの認識は不可能だが、この次元側から任意で姿や音声を現実世界に現すことは可能。また、壁や物体にぶつかった際の物音や衝撃はそのまま現実世界にも反映される。
ブルース/スマート・ハルクもタイム・ストーンを入手するための交渉時に、エンシェント・ワンによって自身のアストラル体を分離させられてこの次元に短時間だけ滞在した。
暗黒次元（Dark Dimension）
登場作品：『ドクター・ストレンジ』、『ドクター・ストレンジ/マルチバース・オブ・マッドネス』
かつてそこにあった現実が、ドルマムゥによって呑み込まれた他の次元と混ざって形成された次元。汚染された集団記憶の雲や、音波が静寂より実体化した物質、何のエネルギーも発していない冷たい光、取り込まれて朽ち果てた数多くの星々など、この世界とは根本的に異なる物質で満ちた暗澹とした空間で、生命体はおろか時間や生死、倫理など人間の概念・物理学法則が存在しない。
2017年にカエシリウスらゼロッツによって、香港に出現させられ、壊滅的な被害を与えたが、ストレンジの策に嵌ったドルマムゥによって香港から消失する。
このほかにも、充満したエネルギーが常時爆発している“アクトニアリア次元（Actiniaria Dimension）”、ガラス工芸が万華鏡のように動く“グラスジェリー次元（Grass Jelly Dimension）”、雲海が花開くような空間の“フラワリングインセンス次元（”、独自の意識を有する人の手が無限に枝分かれする“マンデリバス次元（Mandelibus Dimension）”といった次元が存在し、エンシェント・ワンはこれらの次元を、東洋医学だけでなく魂と魔術といった目に見えない概念まで卑下したストレンジに魔術で見せつけた。この体験からストレンジは魔術に感銘を受け、エンシェント・ワンに教えを請うようになる。
さらに、後述の量子世界のような“パラドックス次元”、狂気の“レアルム次元”や“マンデリブス次元”、“クアドリバース次元”などもあり、エンシェント・ワンすらも全ての次元を見尽くしたわけではないと言われる。

### 来世
ヴァルハラ（Valhalla）
登場作品：『マイティ・ソー バトルロイヤル』、『ソー:ラブ&サンダー』
アスガルドの民の間で、「“名誉ある戦死を遂げた勇士の魂”が送られる場所」として言い伝えられている世界。寿命で亡くなったオーディンの魂もここに送られており、以後ソーが度々垣間見る幻影の中では、オーディンを看取った場所であるノルウェーの海岸に似た風景で現れる。
ドゥアト（Duat）
登場作品：『ムーンナイト』第4〜6話
エジプト神話における冥界。広大な砂の海そのものである砂漠に、紫色の空と所々で黄色く光る黒雲といった風景の空間で、生命を落としてこの領域に彷徨い込んだ魂は、タウエレトが操舵する船によって、後述の“アアル”や“オシリスの門”に辿り着けるが、前者へ到達するにはその価値があるかどうかの判断をタウエレトから受ける必要があり、この際に用いられる“正義の天秤”が均衡を保てない場合、もしくはオシリスの門が開いて通過できない限り、船での旅が延々と続くことになる。また、砂漠に落ちてしまった魂はたちまち石化し、やがて砂丘に多数潜む“亡者”となってしまう。
船
ドゥアトの砂漠を航行する船。
オシリスの門（Gates of Osiris）
オシリスが管理し、現世と繋がるとされる巨大な一対の門。ただしタウエレトによると、死んだ魂が現世に戻ることを基本的に良しとしないオシリスの考えから、相当なことがなければ開くことはない様子である。
アアル（Aaru）
登場作品：『ムーンナイト』
エジプト神話に“楽園”として伝えられる葦の原野。夕空と葦が広がった世界で、生命を落とした魂が善悪の均衡がとれていることで辿り着くことができ、マークも「とても静か」と安息感を覚えていた。

### その他の異世界
量子世界（Quantum Realm）
登場作品：『アントマン』、『アントマン&ワスプ』、『アベンジャーズ/エンドゲーム』、『アントマン&ワスプ:クアントマニア』
物理的法則や時間の概念が存在しない亜原子サイズの世界。都市のような建造物の集落も確認できるものの、人類が観測し得ない領域であり、一度この世界のサイズに縮小した者は二度と元のサイズの世界に戻ることは叶わず、空間には粒子と波の性質を併せ持つ非常に小さな物質“量子”とそのエネルギーが満ちていることから、人間では精神に多大な負担がかかるため、滞在することもままならない。
しかしかつて、この世界のサイズに縮小したジャネット・ヴァン・ダイン/ワスプ（初代）が約30年間ここで生存していたことによって不可思議な特殊能力を得たり、ダレン・クロス/イエロージャケットとの戦いで亜原子レベルまで縮小したスコットが無事生還したことなどから、滞在の成功や人間の進化・亜原子サイズからの拡大化などの可能性が示唆され、ピムとホープ・ヴァン・ダイン/ワスプの父娘もスコットの生還を機にジャネットの生存と救出に希望を持って、量子トンネルの開発実験に取り掛かった。
2018年にピム父娘は量子トンネルを完成させ、トンネルの不調や、ソニー・バーチの一味及びエイヴァ・スター/ゴーストの干渉といったトラブルもあったが、ピムがスコットたちの協力によりこの世界への突入に成功。ジャネットから伝えられた空洞を越えた荒野にある座標に到着するも、その途中で彼は幻覚に苛まれるほど精神崩壊しかけた。だが、その場に現れたジャネットに救われて再会し、2人で見事に元のサイズの世界に帰還した。
後にピム親娘のサポートの下、スコットがこの世界を再訪し、量子ヒーリング粒子採取に成功するものの、同時期に起こったサノスの仕業によってピム親娘が消滅したため、彼はこの世界に取り残されてしまう。
だが2023年に、貸倉庫に放置された量子トンネルのスイッチの上を一匹のネズミが歩いてトンネルが起動し、スコットが元のサイズの世界に帰還。このことがアベンジャーズたちのタイム泥棒作戦へと繋がるきっかけとなり、作戦に参加したヒーローたちは、この世界を通り道として目的の各時代にタイムトラベルする。
時間の渦
量子世界にあるといわれる危険地帯。量子世界へ再突入する前のスコットにジャネットがそこへ入らないようにと助言したが、現在のところ、これに該当する場所は登場せず、どのような危険が存在するのかは不明。
虚無（Void）
登場作品：『ロキ』シーズン1第4〜5話、シーズン2 第6話、『デッドプール&ウルヴァリン』
TVAに剪定された全てのものが移送される“時間の終わり”に位置する空間。タイムドアでの来訪はできず、ラヴォーナ・レンスレイヤー曰く「全ての出来事が一点で衝突し合い、分岐が成長しない場所」。雷雲に覆われたゆるやかに傾斜している草原に、ゴールデン・ゲート・ブリッジやオークランド・ベイブリッジ・ピラミッド・スフィンクスの石像・アレクサンドリアの大灯台・クライスラー TV-8・メアリー・セレスト・エルドリッジといった地球の著名な建造物・乗り物と、これまでのMCU作品に登場してきたキャラクターにまつわる施設・アイテム・ビークルまで、ありとあらゆるものが散在していることから、荒廃しきった世界のような景観を呈している。分岐が成長しない特性から、ここに剪定され滞在する者は容姿と肉体が老化しないが、実質的にこの空間を支配する存在“アライオス”によって、捕食される運命が待っている。それでも、キッド・ロキたちのようにアライオスから逃れ続けたことによって、この空間で長く生き延びている“変異体”たちが少なからず存在しており、その中には自動車などを用いて強盗や海賊行為を働く凶暴な輩もいると言われている。
キッド・ロキの隠れ家
キッド・ロキがロキの変異体の一部と共同生活する地下シェルターで、地面にあるハッチから出入りするキッド・ロキの“宮殿”。室内は赤・水色・山吹色の内壁と床が目を引くボウリング場で、その半分は傾斜し、天井と壁面の一部には照明も点灯しており、キャンディケインとシカの像で装飾されたキッド・ロキの高座や、“ロキシー・ワイン”などが置かれたテーブルと複数の椅子、ワニロキのプール代わりの洗面器、ポリビアスの筐体、ボウリングのピンなどが乱雑に置かれている。
ラヴォーナたちによってこの空間に飛ばされたメビウス・M・メビウスやロキ、そして自らを剪定してやって来たシルヴィは、ロキの変異体たちやアライオスに遭遇し、ここからTVAに反旗を翻すための行動を本格的にはじめる。
時の彼方（End of Time）
登場作品：『ロキ』
虚無の向こう側に存在する広大な星雲。ここでは神聖時間軸を、“巨大な白い一本の線”として目視でそのまま観測できる。
シタデル（Citadel）
在り続ける者が潜む拠点で、時の彼方に単体で浮かぶ小惑星の上に建てられている。この砦は、地続きで彫り出された小惑星と一体となっている建造物であり、玄関は鎖で縛られ、内外双方の壁面には稲妻のような模様があしらわれている。
1階部分は照明器具がない廃墟のようで、奥の広間には不気味な人型の像が中心を囲うように4体立っており、そのうち1体は破壊されている。更に奥に行くと、ソファーが置かれたエレベーターに突き当たる。
上階は応接室を兼ねる書斎であり、電灯がない代わりに暖炉の火と窓の外から差し込む星雲の光を照明としているため室内は薄暗く、机には在り続ける者が神聖時間軸における“シナリオ”として記入し続けてきた無数の書類が収納され、ほかにもさまざまな本が収まった本棚が置かれている。
在り続ける者はここで長年に渡り、神聖時間軸と宇宙の調和を維持してきた。そして、神聖時間軸とTVAの真実を知って来訪したロキとシルヴィと対峙する。
ター・ロー（Ta Lo）
登場作品：『シャン・チー/テン・リングスの伝説』
中国のとある竹林の奥に存在する別次元の異世界。入口である滝の奥の洞窟に入ると、大水が数秒間空中静止した後にポータルを形成し、これを通過することでこの世界に辿り着ける。その景観は美しい緑や湖などの大自然に溢れ、様々な幻獣と神獣などが棲んでいる。
イン・ナンによると、数千年前には人々が平和に暮らせるほどの栄えた大都市を有する王国で、豊かな文化と歴史を築き上げてきたが、ある日“ドウェラー・イン・ダークネス”率いる魔物の群れに襲われたことで大都市は滅ぼされた。当時の長たちは戦士を集めて魔物の群れの他の次元侵攻を防ごうと挑んだものの、力及ばなかった。しかし、戦士たちに加勢した“グレート・プロテクター”によって、魔物の群れは“ダーク・ゲート”の奥へ封じ込められた。という伝説がある。
また、シュー・ウェンウーは1996年にこの地の探索を試みたことが、リーとの馴れ初めとなった。
古代村落
ター・ローの湖畔に構えられた長閑な村。この村そのものも“ター・ロー”と呼ばれる。ダーク・ゲートに封じられた魔物の再度の侵略を阻止する使命を与えられた種族が暮らしており、複数の家屋のほか、リーを含む先人たちの仏壇とター・ローの歴史を示す壁面彫刻が構えられている中心の霊廟や、武具の工房、各修練場がある。
ダーク・ゲート（Dark Gate）
村落から見渡せる湖の対岸の岩山の岩肌に築かれた円形の壁。グレート・プロテクターの鱗でできており、この奥に魔物の群れが封じられている。しかし、ここからの脱出を目論むドウェラー・イン・ダークネスは、事情を知らない他の次元の者たちへ幻聴を吹き込んでター・ローに誘い込み、ゲートを破壊させようとする行為を何世紀にも渡って行い、失敗してきた。
そして2024年の清明節の頃、亡くなったリーがゲートの後ろに閉じ込められていると騙されたウェンウーは、この地を焼き払ってでもゲートを破壊してリーを救おうと侵攻を企み、それを知ったシュー・シャン・チー一行が来訪。彼らを加えた村の戦士たちと、総出で現れたテン・リングスとの戦地となった。
ウェンウーによってゲートは破られ、魔物の群れが解放されてしまったが、この危機に村の戦士一同とテン・リングスが共闘し、出現したグレート・プロテクターの助力を得たシャン・チーたちによって、魔物の群れは全て滅び去った。
生き残った人々は、今回の戦いで命を落とした者たちを偲んで灯籠流しを行う。

## その他のアース
アース838（Earth 838）
登場作品：『ドクター・ストレンジ/マルチバース・オブ・マッドネス』
アース21818（Earth 21818）
登場作品：『ホワット・イフ...?』シーズン1第2・9話
クイルではなく、ティ・チャラがラヴェジャーズに拉致されてスター・ロードとなった宇宙。正史の宇宙との主な差異は、「義賊に転向したラヴェジャーズ」、「宇宙の半分の生命を消し去ろうとした計画を思い止まって実行しなかったサノス」、「“銀河の裏社会で最悪の親玉”の後釜として勢力を伸ばしているティヴァン/コレクター」など。
登場惑星・国家、採掘コロニーは、地球（ワカンダ、ミズーリ州）、モラグ、コントラクシア、ノーウェア。
アース29929（Earth 29929）
登場作品：『ホワット・イフ...?』シーズン1第8・9話
ウルトロンが人工肉体とインフィニティ・ストーンを手に入れ、宇宙最強となった宇宙。
アース32938（Earth 32938）
登場作品：『ホワット・イフ...?』シーズン1第6・9話
ウンジャダカ/キルモンガーがアフガニスタンでトニーを救い、後にワカンダを乗っ取った宇宙。
アース51825（Earth 51825）
登場作品：『ホワット・イフ...?』シーズン1第3・9話
アベンジャーズ候補のヒーローたちがハンク・ピム/イエロージャケットによって次々と殺害された宇宙。
アース72124（Earth 72124）
登場作品：『ホワット・イフ...?』シーズン1第7・9話
ソーが一人っ子として育った宇宙。
アース82111（Earth 82111）
登場作品：『ホワット・イフ...?』シーズン1第1・9話、シーズン2第5話
ペギー・カーターが超人兵士“キャプテン・カーター”となった宇宙の一つ。正史の宇宙との主な差異は、「ペギーが正史のスティーブと同様に大戦中にヒドラを圧倒し、現代においても“アベンジャーズ”やS.H.I.E.L.D.の中心格のヒーローとして大活躍する」、「スティーブ・ロジャースやバッキー・バーンズが超人兵士にならない」、「現代において、メリーナ・ヴォストコフがレッドルームを支配している」など。
登場地域、施設はスーパーソルジャー計画研究室、キャンプ・リーハイ、SSRヨーロッパ本部、トンスベルグ、“クラーケン城”、ジョイント・ダーク・エナジー・ミッション・ファシリティーズ、インド洋。
アース89521（Earth 89521）
登場作品：『ホワット・イフ...?』シーズン1第5話
地球各地の人々がゾンビと化してしまった宇宙。
アース91233（Earth 91233）
登場作品：『ホワット・イフ...?』シーズン1第4話、シーズン2 第9話
ストレンジが両腕を負傷せずに魔術師となり、“ドクター・ストレンジ・スプリーム”へと変貌した宇宙。
アース828（Earth 828）
登場作品：『ファンタスティック4:ファースト・ステップ』
ファンタスティック・フォーが活躍する宇宙。
『スパイダーマン:ファー・フロム・ホーム』では、クエンティン・ベック/ミステリオが自らの出身を“アース833”とピーターやフューリー（擬態）に述懐していたが、これはベックの虚構だった。